# Émile Aldebert
Pour les articles homonymes, voir Aldebert.
Émile Aldebert, né à Millau le 28 août 1827 et mort à Marseille le 7 mars 1924, est un sculpteur français.

## Biographie
Émile Aldebert descend d'une famille anciennement installée à Comprégnac dans la vallée du Tarn. Fils de Jean-Antoine Aldebert et Rose Guibert, son grand-père, Antoine Aldebert, tailleur, quitte la commune d'origine pour s'installer à Millau où il épouse Rose Houstières. Leur fils Jean-Antoine, praticien-commissionnaire, quittera Millau avec son épouse Rose Guibert et leurs enfants, pour Marseille. Son frère, Joseph (1835-1894) est aussi sculpteur.
Émile Aldebert vient à Marseille en 1837 et fait ses études à l'École des beaux-arts sous la direction d'Émile Loubon. Il expose aux Salons parisiens où il obtient une mention honorable en 1883 et 1886. Les grands chantiers du Second Empire lui fournissent l'occasion de montrer son talent et d'acquérir une solide réputation d'ornementiste. Il sculpte le fronton de l'ancienne Faculté des sciences où il représente La Science et L'Industrie. Ce bâtiment qui se trouvait sur l'actuelle place Léon Blum, a été détruit lors du bombardement du 27 mai 1944. Il collabore à la décoration du palais de justice (Lions et armoiries de la face nord) et de la bibliothèque de l'époque. Il réalise différents monuments commémoratifs : Dr Louis Barthélemy (buste en bronze) à Aubagne, général Gaffory à Corte, mausolée d'Isidore Moricelly situé dans la chapelle de l'hôtel-Dieu à Carpentras ainsi qu'un buste de Mgr Inguimbert au musée de cette ville, et C. Monier et Roche à Eyguières. En 1860 il réalise la décoration du château Régis situé au 59 avenue de Saint-Menet à Marseille.

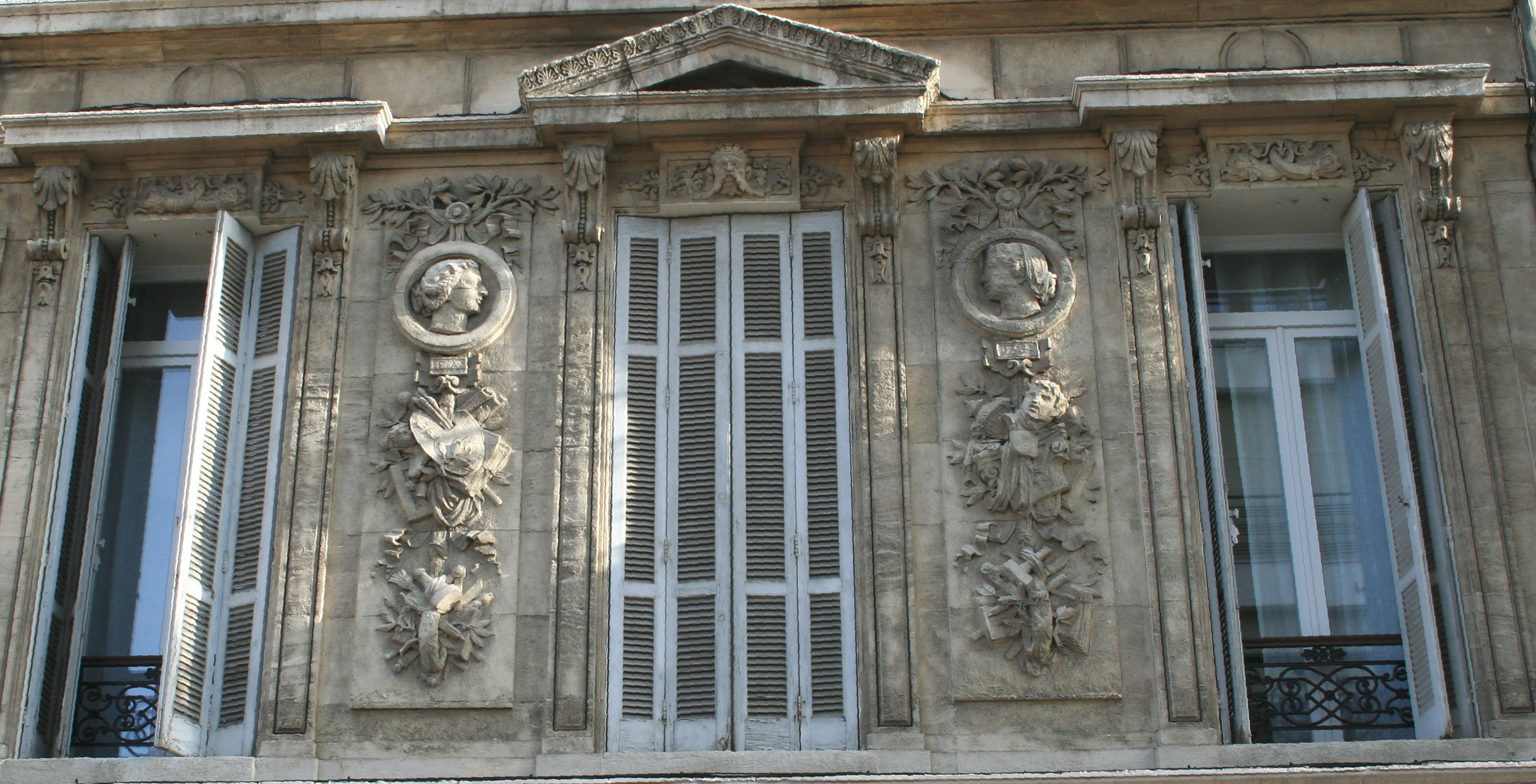
Portraits en médaillon de l'épouse et de la fille de l'artiste, façade de l'immeuble du 11 rue Louis Morel à Marseille.

Émile Aldebert poursuit également une carrière administrative : il est nommé en 1874 professeur de modelage et en 1884 professeur de sculpture. Il a pour élèves : Berthe Girardet, François Roume, etc. Il est reçu à l'Académie de Marseille le 24 avril 1884.
Aldebert meurt à son domicile situé au 11 rue Louis Morel (alors nommée rue de l'Obélisque) dont il a richement orné la façade. Un cartouche ornemental surplombe la porte, des dauphins et des masques de lions surplombent les fenêtres du deuxième étage. Au premier étage, sur chacun des deux trumeaux figurent en vis-à-vis des médaillons féminins de profil au-dessus de trophées allégoriques de La Peinture et La Sculpture. Ces médaillons représentent l'épouse et la fille de l'artiste.

## Œuvres
- La Marine et L'Agriculture (1867), deux fontaines pour la ville de Sanary-sur-mer (Var)
- Marianne ornant une fontaine de Méounes-lès-Montrieux située dans la Grande rue
- Monument au général Gaffori (1900), Corte[7]
- Pêcheur à la ligne (1874), statue en bronze, musée des beaux-arts de Marseille[8]
- Bateleur (1883), statue en plâtre, musée des beaux-arts de Marseille[9]
- Enfant jouant avec une chèvre (1886), groupe en plâtre, musée des beaux-arts de Marseille[10]
- Tombe de Louis Rouffe (1886) au cimetière Saint-Pierre de Marseille.
- Monument au docteur Barthélémy (1887), Aubagne. Fondu sous le régime de Vichy[11]
- Monument à Camille Monier, Eyguières[12]
- Buste du docteur Augustin Fabre (Bronze 1893), hôpital Salvator.
- Buste d'Aldebert Magaud (1910), conservatoire de musique, Palais des Arts de Marseille
- Le fronton de la façade postérieure du palais de justice de Marseille donnant sur la rue Grignan
- Tombeau d'Isidore Moricelly dans la chapelle de l'hôtel-Dieu de Carpentras

Œuvres d'Émile Aldebert
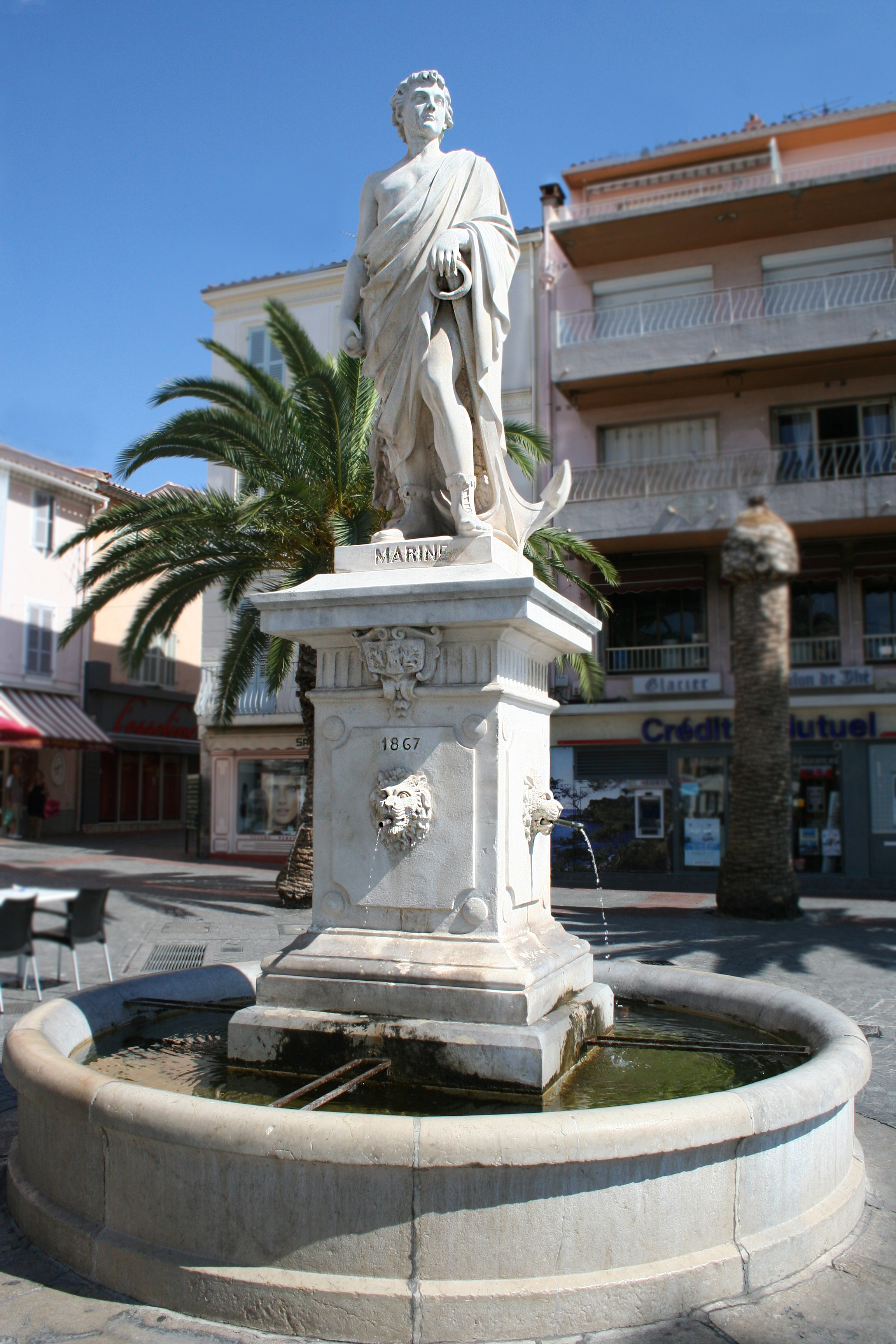
La Marine, Sanary-sur-Mer.
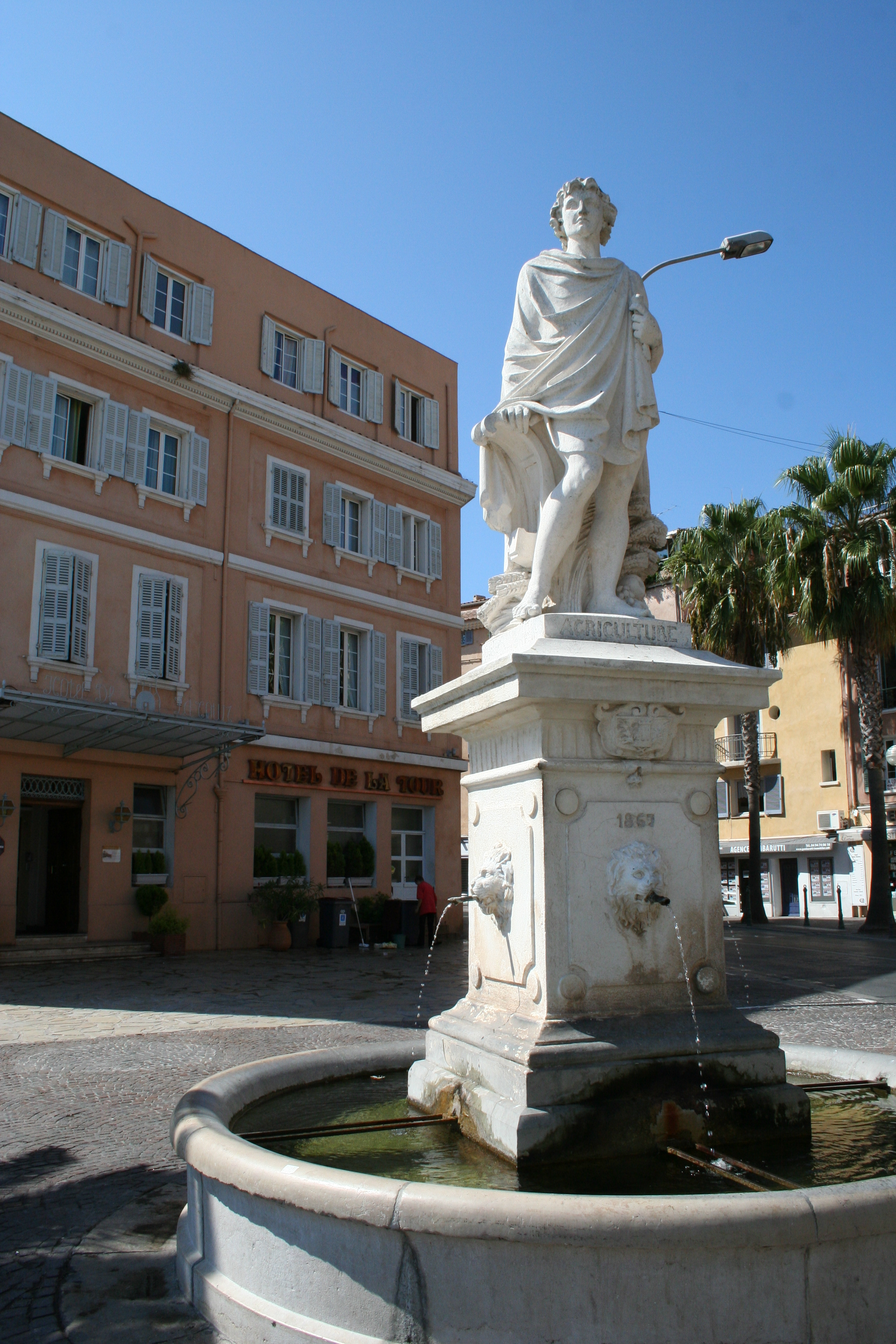
L'Agriculture, Sanary-sur-Mer.
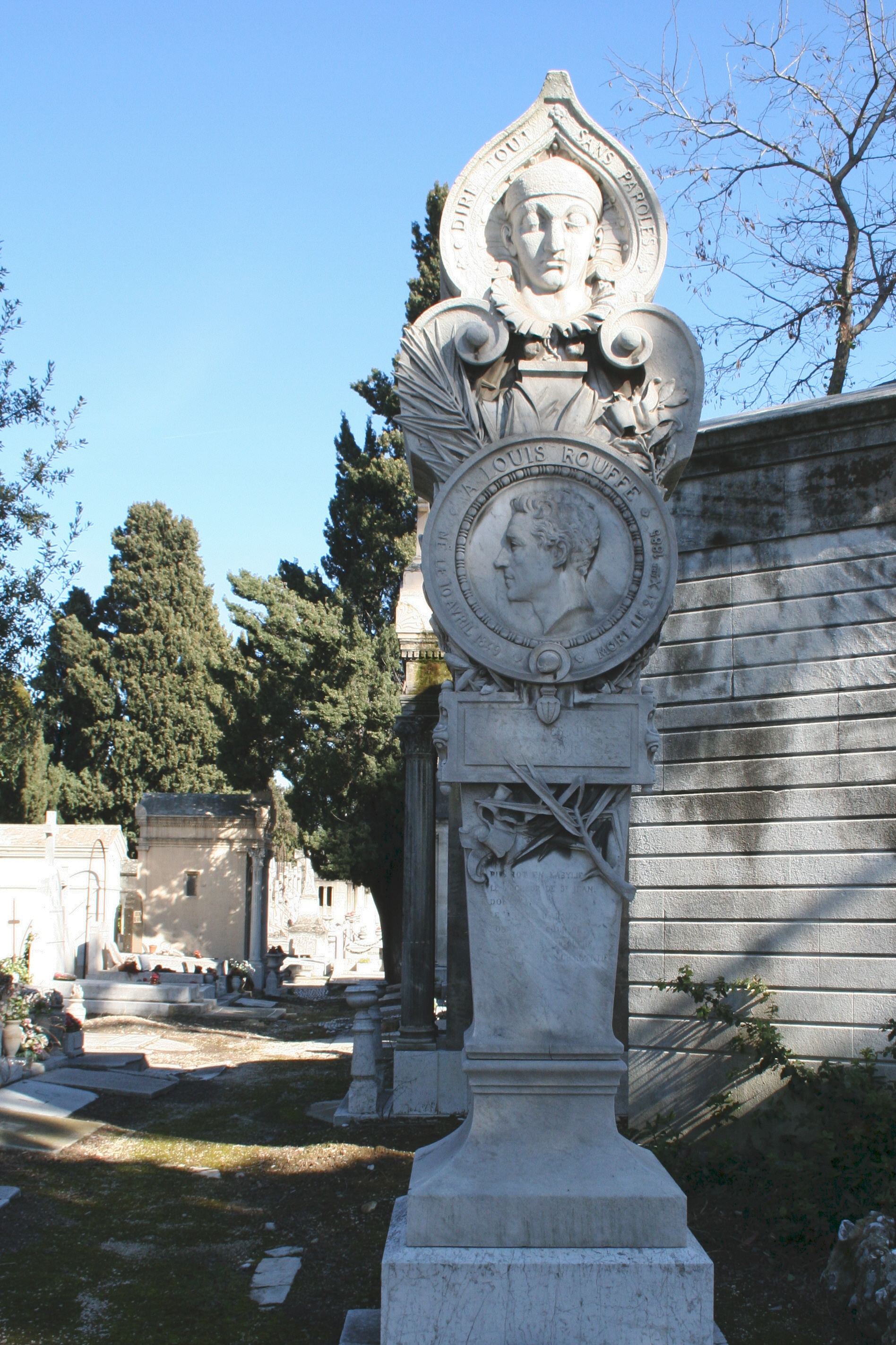
Tombe de Louis Rouffe, Marseille, cimetière Saint-Pierre.
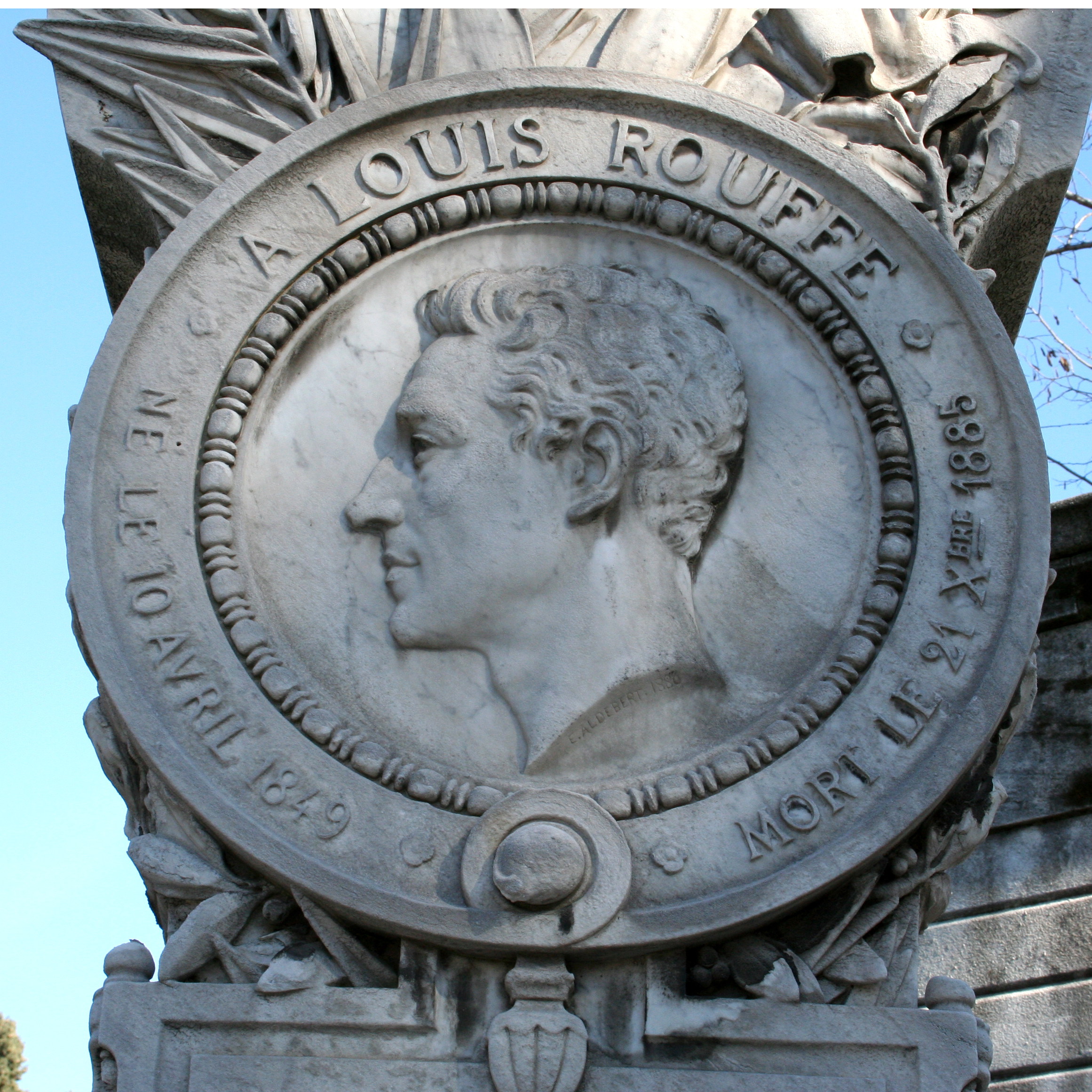
Tombe de Louis Rouffe, détail, Marseille, cimetière Saint-Pierre.
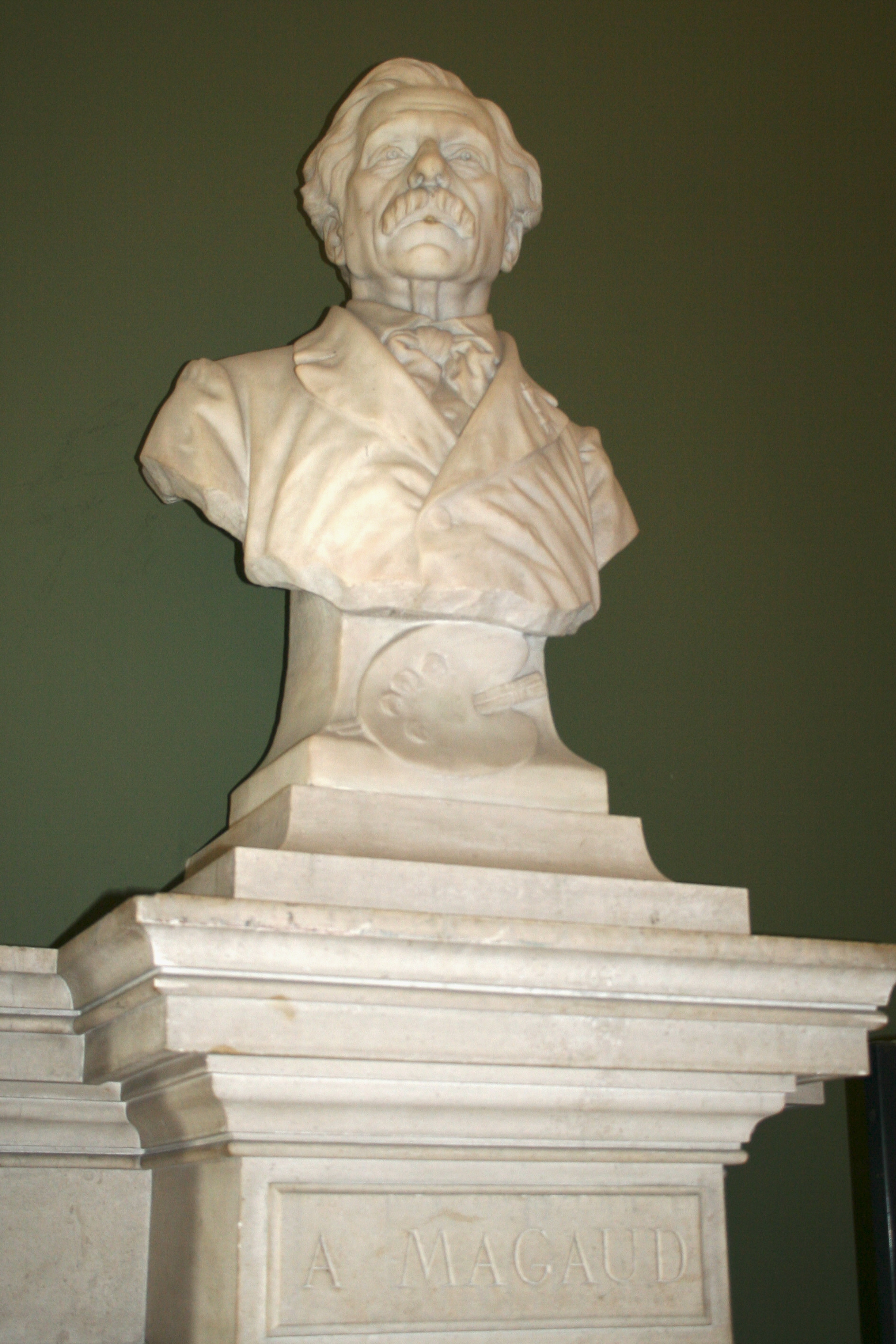
Buste d'Aldebert Magaud, conservatoire de musique, palais des Arts de Marseille.
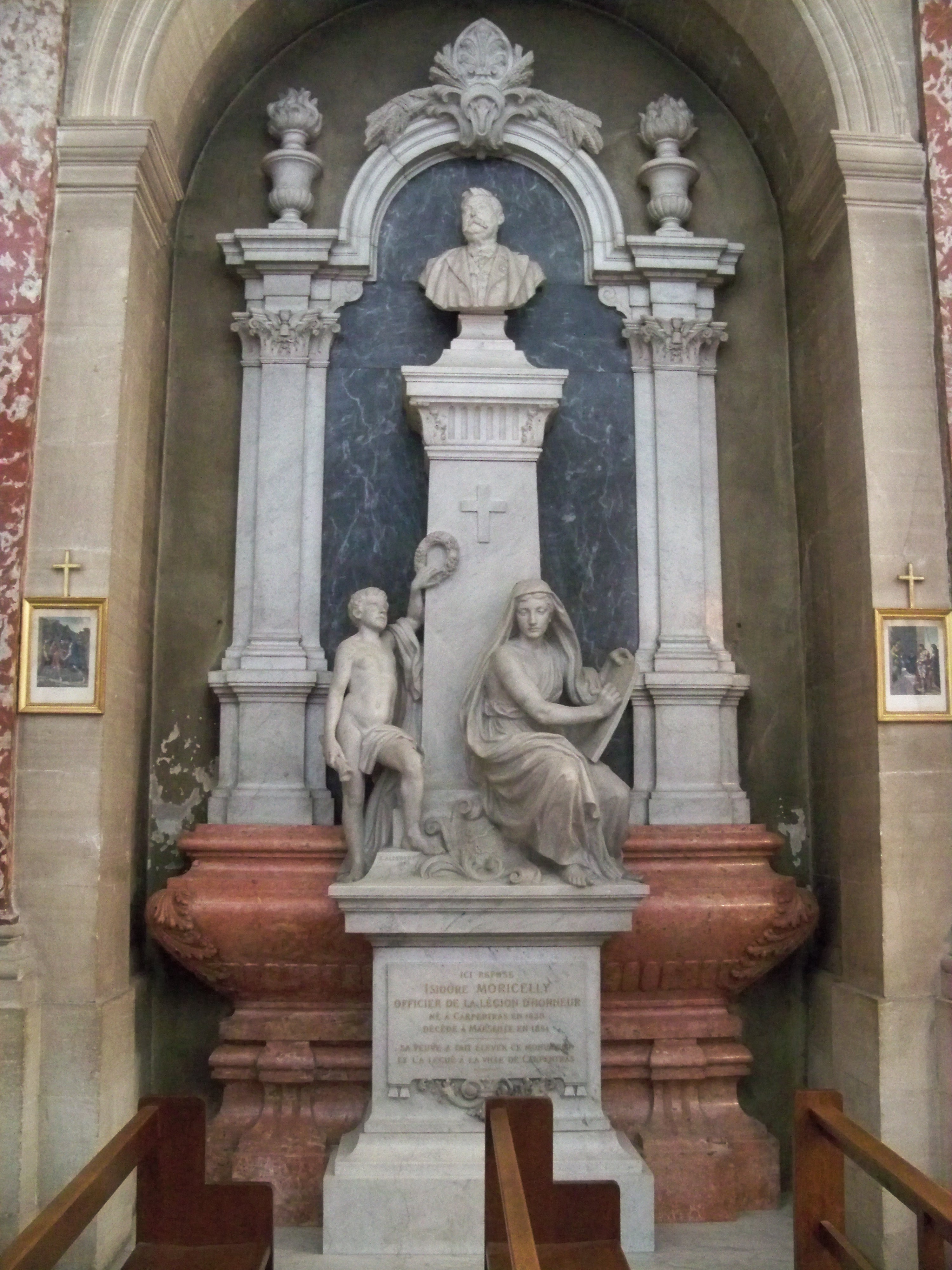
Tombeau d'Isidore Moricelly, chapelle de l'hôtel-Dieu de Carpentras.

## Salons
- 1883    -  Salon des Artistes français : mention honorable
- 1886    -  Salon des Artistes français : mention honorable

## Élèves
- Auguste Carli

## Hommages
Les villes de Millau et de Marseille ont chacune donné son nom à une rue.